# Adam Yates
Adam Yates (Bury, Grande Manchester, 7 de agosto de 1992) é um ciclista profissional britânico que desde 2023 corre para a equipa UAE Team Emirates. O seu irmão gémeo Simon também é ciclista profissional.

## Trajetória

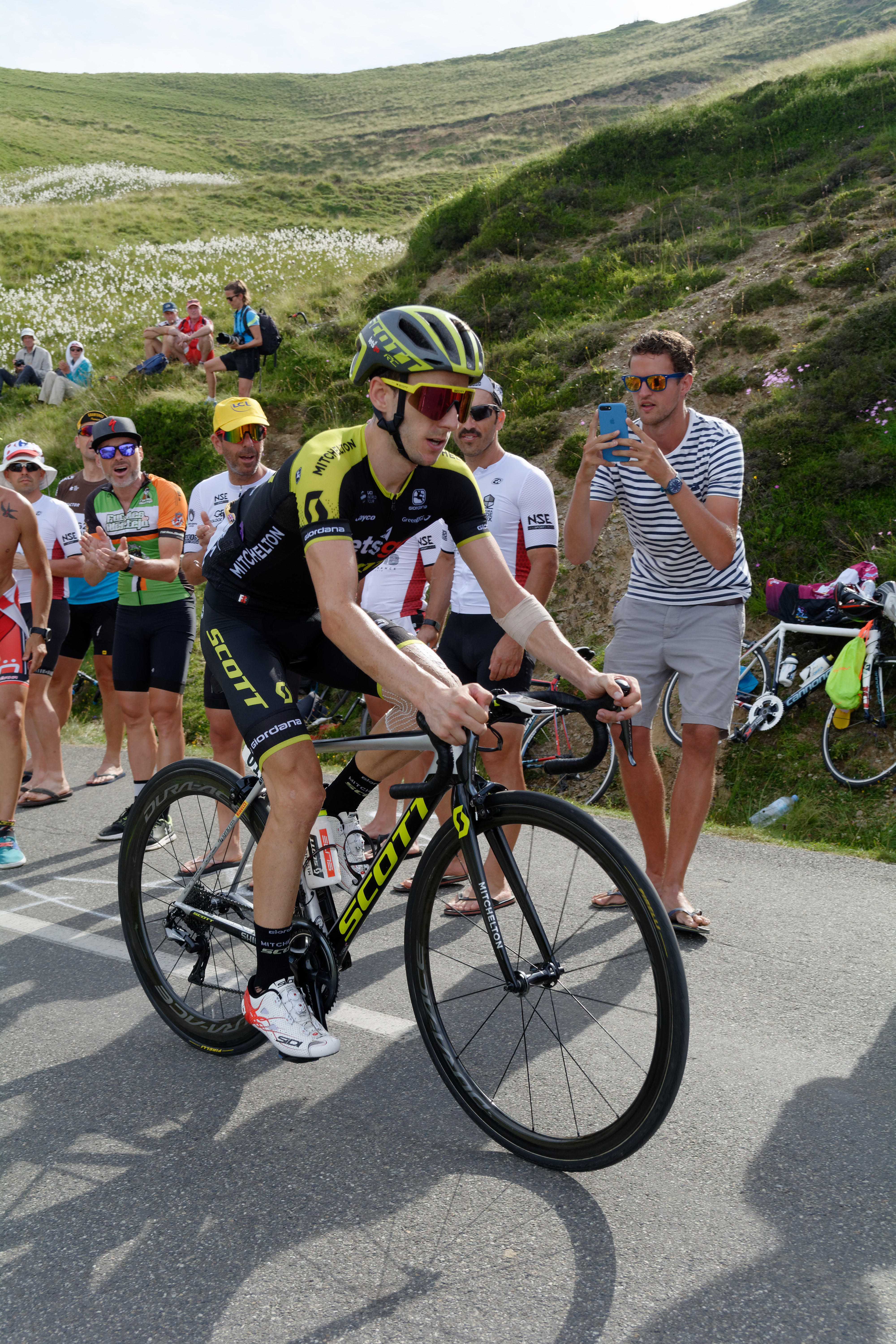
Adam Yates em 2018 na Tour de France

Dantes de dar o salto ao profissionalismo correu com o CC Etupestal, uma equipa amador de França. Como actuações destacadas se encontra o 2.º lugar que ocupou no Tour de l'Avenir de 2013.
A partir da temporada de 2014, integrou-se junto com seu irmão Simon à formação australiana do Orica-GreenEDGE.

### 2016
Correu no Tour de France, corrida na que já tinha participado no ano anterior. Na etapa 7, realizou um ataque sobre o grupo principal a mais de um quilómetro de meta tomando 7 segundos de vantagem, mas justo quando passou pelo arco inflable que indicava o último quilómetro, este se caiu, provocando a sua vez a queda de Adam. Ao final da etapa este ataque valeu-lhe vestir com a t-shirt dos jovens. Destacou-se nas etapas de montanha e esteve a maior parte das etapas no grupo do líder, conseguindo ao final um valioso 4.º posto na classificação geral, a tão só 21 segundos do pódio e a t-shirt dos jovens.

### 2017
Definiram-se seus objetivos principais no Giro de Itália e a Volta a Espanha. Em março, conseguiu coroar-se campeão do GP Industria & Artigianato di Larciano.

## Palmarés
- 2014
  - Volta à Turquia, mais 1 etapa
  - GP Industria & Artigianato di Larciano

- 2015
  - Clássica de San Sebastián[2]

- 2016
  - Classificação dos jovens do Tour de France

- 2017
  - GP Industria & Artigianato di Larciano[3]

- 2018
  - 1 etapa da Tirreno-Adriático
  - 1 etapa do Critério do Dauphiné

- 2019
  - 1 etapa da Volta à Comunidade Valenciana
  - 1 etapa da Volta à Catalunha
  - 1 etapa da Volta ao País Basco
  - CRO Race, mais 1 etapa

- 2020
  - UAE Tour, mais 1 etapa

- 2021
  - Volta à Catalunha, mais 1 etapa

- 2022
  - Volta à Alemanha, mais 1 etapa

- 2023
  - 1 etapa do UAE Tour
  - Volta à Romandia, mais 1 etapa
  - 1 etapa do Tour de France

## Resultados

### Grandes Voltas
| Corrida | Corrida         | 2014 | 2015 | 2016 | 2017 | 2018 | 2019 | 2020 | 2021 | 2022 | 2023 |
| ------- | --------------- | ---- | ---- | ---- | ---- | ---- | ---- | ---- | ---- | ---- | ---- |
|         | Giro d'Italia   | —    | —    | —    | 9.º  | —    | —    | —    | —    | —    | —    |
|         | Tour de France  | —    | 50.º | 4.º  | —    | 29.º | 29.º | 9.º  | —    | 9.º  |      |
|         | Volta a Espanha | 82.º | —    | —    | 34.º | 45.º | —    | —    | 4.º  | —    | —    |

### Voltas menores
| Corrida | Corrida              | 2014 | 2015 | 2016 | 2017 | 2018 | 2019 | 2020 | 2021 | 2022 | 2023 |
| ------- | -------------------- | ---- | ---- | ---- | ---- | ---- | ---- | ---- | ---- | ---- | ---- |
|         | Paris-Nice           | —    | —    | —    | —    | —    | —    | —    | —    | 4.º  | —    |
|         | Tirreno-Adriático    | —    | 9.º  | 19.º | Ab.  | 5.º  | 2.º  | —    | —    | —    | 11.º |
|         | Volta à Catalunha    | 23.º | —    | —    | 4.º  | Ab.  | 2.º  | X    | 1.º  | —    | 28.º |
|         | Volta ao País Basco  | 76.º | Ab.  | 32.º | —    | —    | 5.º  | X    | 4.º  | Ab.  | —    |
|         | Volta à Romandia     | —    | —    | —    | —    | —    | —    | X    | —    | —    | 1.º  |
|         | Critério do Dauphiné | 6.º  | 20.º | 7.º  | —    | 2.º  | Ab.  | 17.º | —    | —    | 2.º  |
|         | Volta à Suíça        | —    | —    | —    | —    | —    | —    | X    | —    | Ab.  | —    |
|         | Volta à Polónia      | —    | —    | —    | 5.º  | —    | —    | —    | ―    | ―    |      |

### Clássicas e Campeonatos
| Corrida                   | Corrida                   | 2014            | 2015            | 2016 | 2017            | 2018            | 2019            | 2020            | 2021 | 2022 | 2023 |
| ------------------------- | ------------------------- | --------------- | --------------- | ---- | --------------- | --------------- | --------------- | --------------- | ---- | ---- | ---- |
| Strade Bianche            | Strade Bianche            | —               | Ab.             | —    | —               | —               | —               | —               | —    | —    | —    |
| Flecha Brabanzona         | Flecha Brabanzona         | Ab.             | —               | —    | —               | —               | —               | —               | —    | —    | —    |
| Amstel Gold Race          | Amstel Gold Race          | —               | —               | Ab.  | —               | —               | —               | X               | —    | —    | —    |
| Flecha Valona             | Flecha Valona             | 97.º            | —               | Ab.  | —               | —               | Ab.             | —               | 20.º | —    | —    |
|                           | Liège-Bastogne-Liège      | —               | —               | 56.º | 8.º             | —               | 4.º             | Ab.             | 18.º | —    | —    |
| Clássica de San Sebastián | Clássica de San Sebastián | 43.º            | 1.º             | 16.º | —               | —               | Ab.             | X               | 27.º | —    |      |
| Grande Prêmio de Quebec   | Grande Prêmio de Quebec   | —               | 32.º            | 72.º | —               | —               | 21.º            | X               | X    | 7.º  |      |
| Grande Prêmio de Montreal | Grande Prêmio de Montreal | —               | 2.º             | Ab.  | —               | —               | 14.º            | X               | X    | 4.º  |      |
|                           | Giro de Lombardia         | Ab.             | 56.º            | —    | 74.º            | 29.º            | 15.º            | —               | 3.º  | 10.º |      |
| J.O. (Rota)               | J.O. (Rota)               | Não se disputou | Não se disputou | 15.º | Não se disputou | Não se disputou | Não se disputou | Não se disputou | 9.º  | ND   | ND   |
| Mundial em Estrada        | Mundial em Estrada        | Ab.             | 57.º            | —    | —               | 37.º            | Ab.             | —               | —    | —    |      |
| Reino Unido em Estrada    | Reino Unido em Estrada    | 6.º             | Ab.             | —    | —               | —               | —               | —               | —    | —    |      |

—: não participa

Ab.: abandono

## Equipas
- Orica/Mitchelton (2014-2020)
  - Orica-GreenEdge (2014-06.2016)
  - Orica-BikeExchange (07.2016-12.2016)
  - Orica-Scott (2017)
  - Mitchelton-Scott (2018-2020)
- Ineos Grenadiers[4] (2021-2022)
- UAE Team Emirates (2023-)